# Clathria saraspinifera
Clathria saraspinifera är en svampdjursart som beskrevs av Hooper 1996. Clathria saraspinifera ingår i släktet Clathria och familjen Microcionidae. Inga underarter finns listade i Catalogue of Life.